# Strullendorf
Strullendorf – miejscowość i gmina w Niemczech, w kraju związkowym Bawaria, w rejencji Górna Frankonia, w regionie Oberfranken-West, w powiecie Bamberg. Leży około 7 km na południowy wschód od centrum Bamberga, nad rzeką Regnitz i Kanałem Ren-Men-Dunaj, przy autostradzie A73, drodze B505 i linii kolejowej Norymberga – Lipsk i Ebrach/Schlüsselfeld - Bamberg.

## Dzielnice
W skład gminy wchodzą następujące dzielnice:
- Strullendorf
- Geisfeld
- Amlingstadt
- Zeegendorf
- Mistendorf
- Roßdorf am Forst
- Wernsdorf
- Leesten

## Demografia
| Rok  | Liczba mieszk. |
| ---- | -------------- |
| 1970 | 5736           |
| 1987 | 6489           |
| 2000 | 7846           |
| 2006 | 7797           |

## Oświata
(na 1999)

W gminie znajduje się 250 miejsc przedszkolnych (z 290 dziećmi) oraz szkoła podstawowa (34 nauczycieli, 627 uczniów).